# Roman Husarski

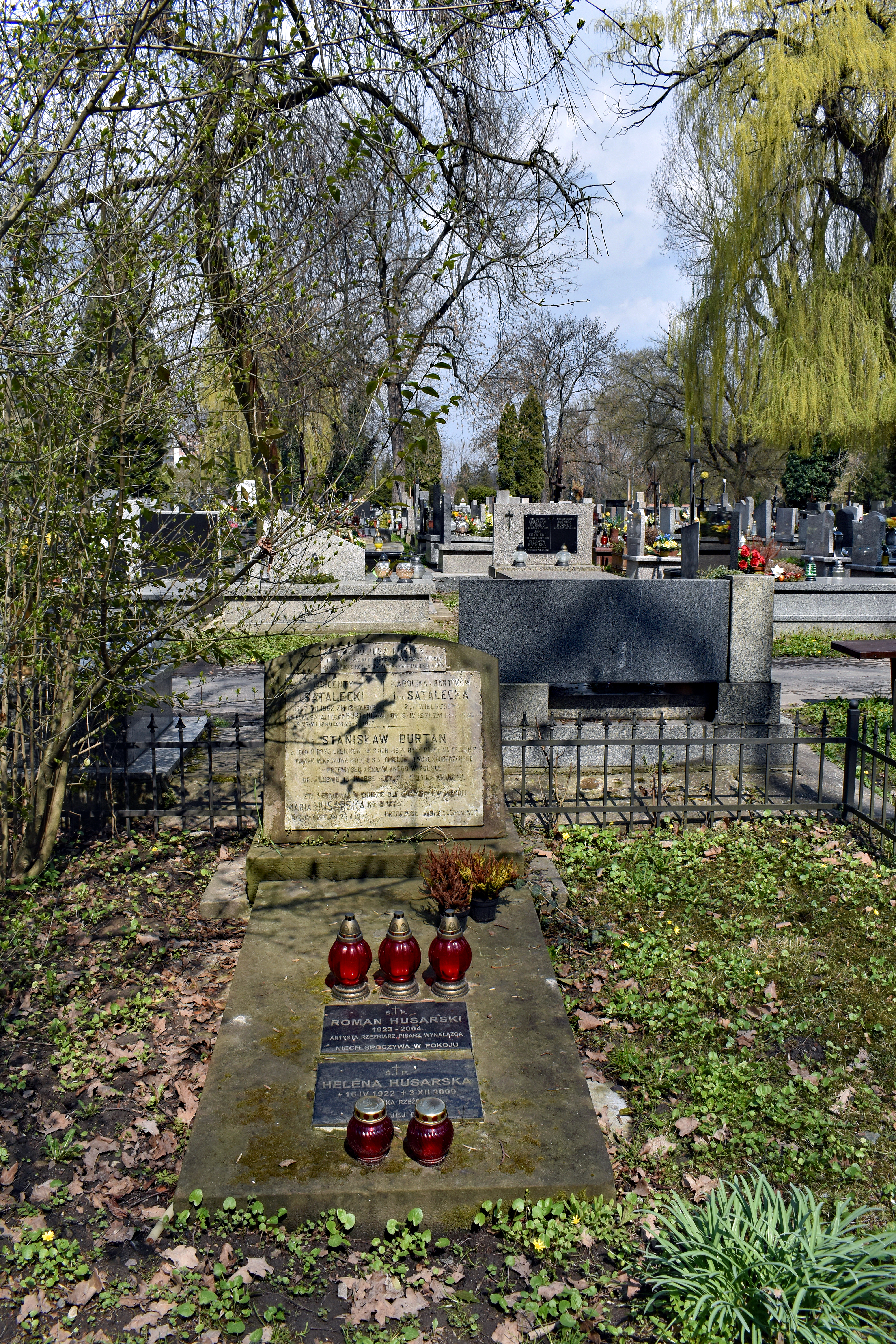
Grób Heleny i Romana Husarskich na cmentarzu Rakowickim

Roman Husarski, pseud. lit. Roman Hussarski (ur. 29 listopada 1923 w Warszawie, zm. 8 czerwca 2004 w Krakowie) – polski rzeźbiarz, architekt, pedagog, wynalazca, pisarz, twórca techniki piropiktury (wraz z żoną Heleną)  .

## Życiorys
Ukończył studia na Wydziale Rzeźby i Architektury Wnętrz Akademii Sztuk Pięknych w Krakowie, profesor dr hab. Wydziału Architektury Politechniki Krakowskiej. Debiutował jako poeta na łamach prasy w 1946 r. Publikował także opowiadania gatunku "pulp fiction" w czasopiśmie Co Tydzień Powieść. Po roku 1956 r. wycofał się z pisania prozy (jednak pozostał członkiem Związku Literatów Polskich, a po 1989 Stowarzyszenia Pisarzy Polskich), publikując sporadycznie poezję w Tygodniku Powszechnym i Życiu Literackim.

## Publikacje
- Nowy mur (1951) – powieść
- Jacht „Paradise” (1951) (współautor: Stanisław Lem) – sztuka teatralna

## Rzeźby
- Pomnik Czynu Rewolucyjnego w Sosnowcu (1965–1967)

## Ceramika

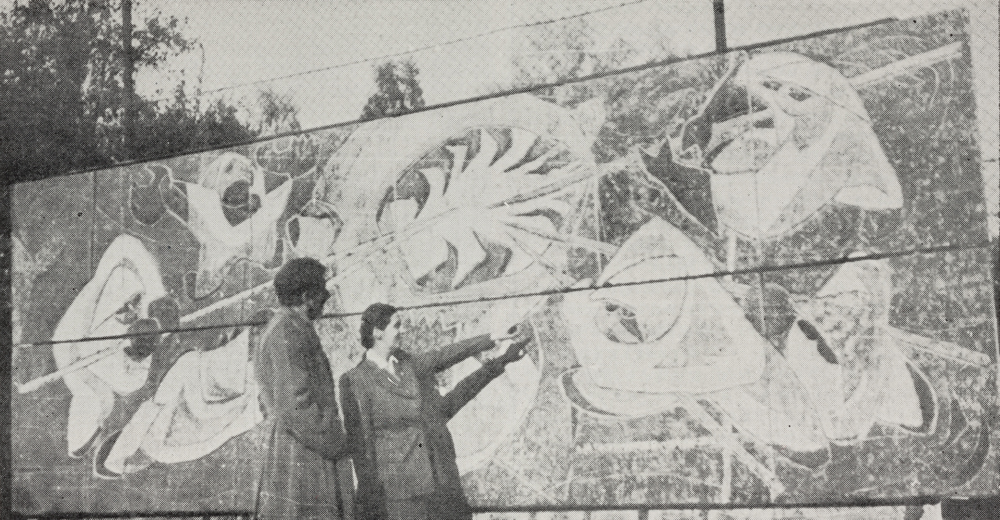
Helena i Roman Husarscy przy piropikturze Era Żelaza (ok. 1957), zaprojektowanej dla Huty im. Lenina
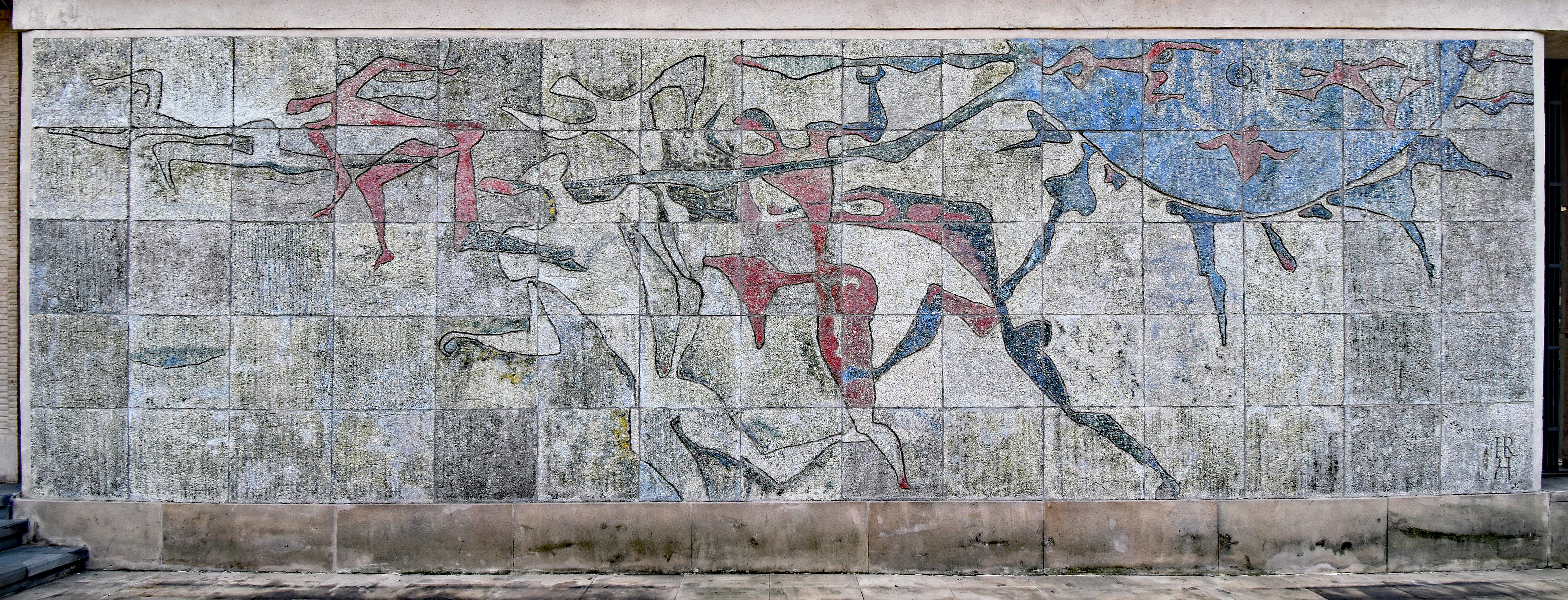
Piropiktura Biegacze (1958) Fasada hali KS Korona (P) Kraków ul. Kalwaryjska 9
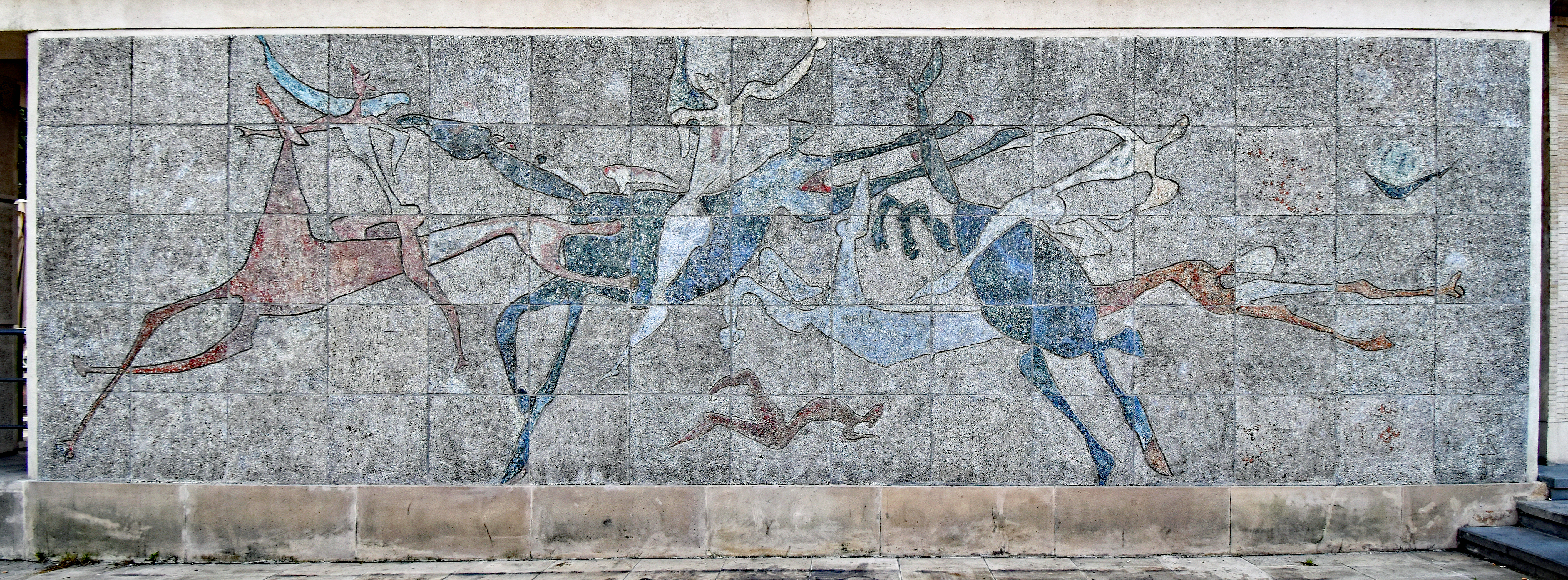
Piropiktura Jeźdźcy (1958) Fasada hali KS Korona (L) Kraków ul. Kalwaryjska 9
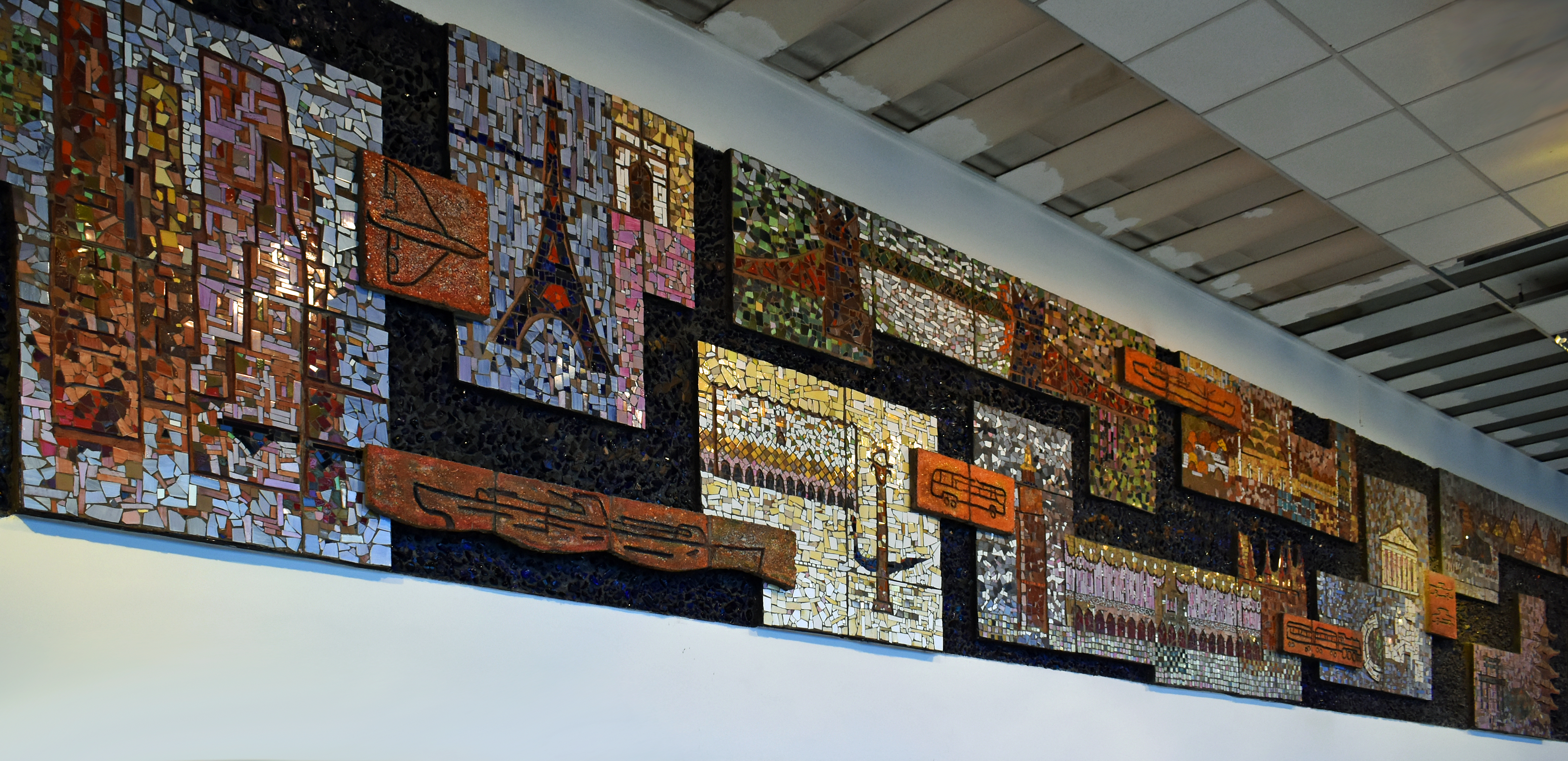
Mozaika Miasta (1965) Hotel Cracovia Kraków al. Focha 1
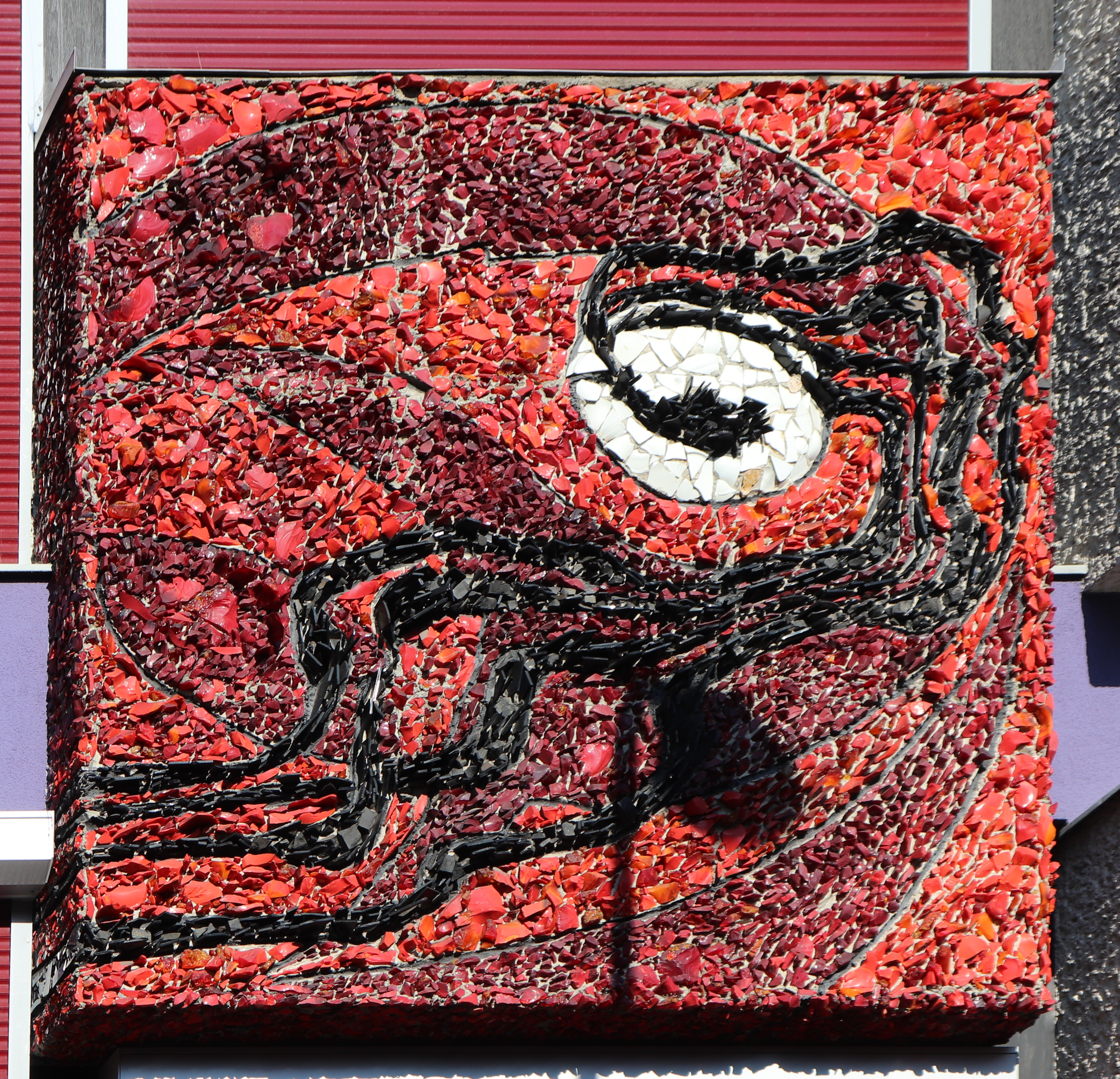
Mozaika (1967) Willa Książków Tarnów ul. Chopina 16
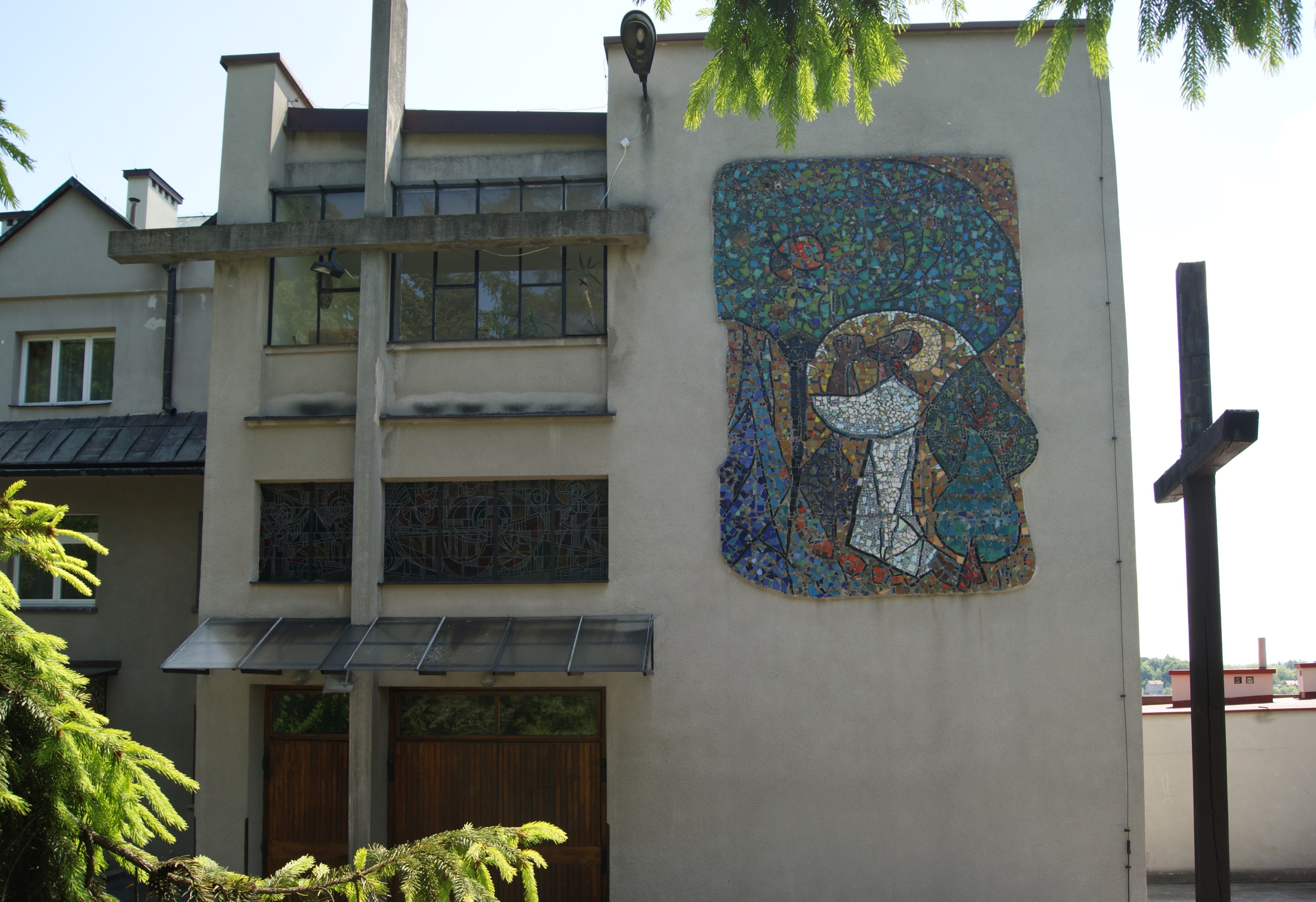
Mozaika Modlitwa w Ogrójcu (1968) Fasada kościoła Chrystusa Króla Kraków ul. Zaskale 1